# Haemaphysalis hispanica
Haemaphysalis hispanica este o specie de căpușe din genul Haemaphysalis, familia Ixodidae, descrisă de Gil Collado în anul 1938.
Este endemică în Portugal. Conform Catalogue of Life specia Haemaphysalis hispanica nu are subspecii cunoscute.